# هراکلیوس اورشلیم

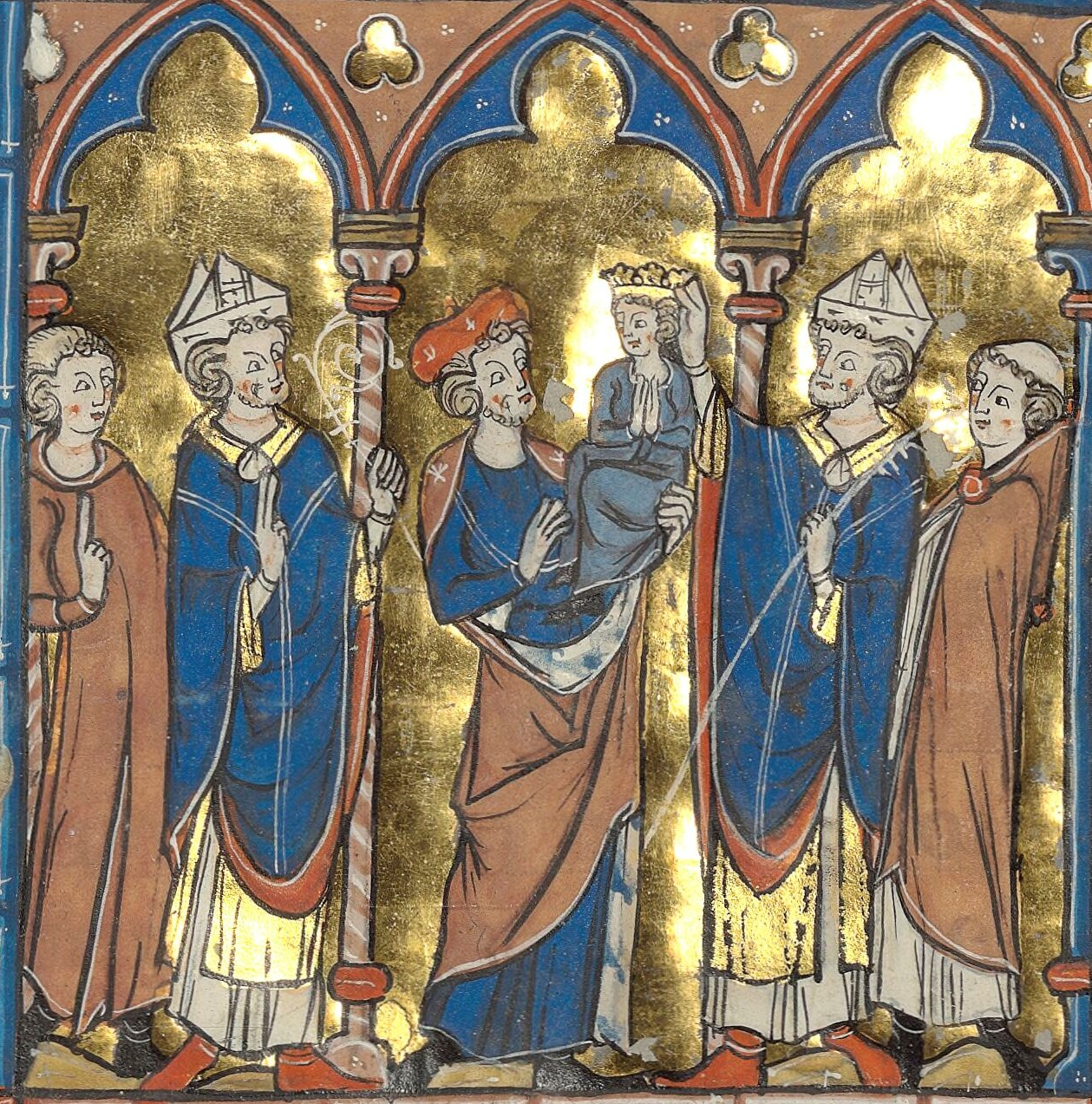
نگاره ای از مناظره کشیش‌های مسیحی

هراکلیوس اورشلیم (انگلیسی: Heraclius of Jerusalem؛ (ح. ۱۱۲۸–۱۱۹۰/۱۱۹۱ میلادی))، اسقف‌اعظم قیصریه و پاتریارک لاتین اورشلیم بود. وی که متولد فرانسه بود و بعد از آن به شرق آمد، برعکس ویلیام صوری، حقوق را در دانشگاه بولونیا خوانده بود. وی در سال ۱۱۷۵ به‌عنوان اسقف‌اعظم قیصریه انتخاب شد. وی در سال ۱۱۷۹ به همراه ویلیام صوری در سومین شورای لاتران شرکت جست.
هنگامی که پاتریارک اورشلیم، آمالریک نسله، در اکتبر ۱۱۸۰ درگذشت، دو گزینه به‌عنوان جانشین او وجود داشتند: ویلیام صوری و او. آنها از نظر مذهبی و علمی در یک مرتبه و جایگاه بودند اما از نظر سیاسی در دو جبهه مخالف قرار داشتند، چرا که هراکلیوس یکی از حامیان آگنس کورتنی، مادر بالدوین چهارم، بود. طبق منابع، در هنگام انتخاب پاتریارک اورشلیم، کنانیکوس‌ها (کشیش) برای انتخاب پاتریارک اورشلیم به توافق نرسیده‌اند، بنابراین به پادشاه برای گرفتن مشورت رجوع می‌کنند و با توجه به نفوذ آگنس، هراکلیوس به‌عنوان پاتریارک اورشلیم انتخاب می‌شود.